# Beynes, Yvelines
Beynes là một xã của Pháp nằm ở tỉnh Yvelines et dans la région Île-de-France.
Các xã giáp ranh gồm: Mareil-sur-Mauldre về phía bắc, Crespières về phía đông bắc, Thiverval-Grignon về phía đông, Saint-Germain-de-la-Grange về phía đông nam, Villiers-Saint-Frédéric về phía nam, Saulx-Marchais về phía tây nam.

## Biến động dân số
| 1793  | 1800  | 1806  | 1821  | 1831  | 1836  | 1841  | 1846  | 1851  |
| ----- | ----- | ----- | ----- | ----- | ----- | ----- | ----- | ----- |
| 1 076 | 1 086 | 1 165 | 1 128 | 1 121 | 1 108 | 1 116 | 1 045 | 1 007 |

| 1856 | 1861 | 1866 | 1872 | 1876 | 1881 | 1886 | 1891 | 1896 |
| ---- | ---- | ---- | ---- | ---- | ---- | ---- | ---- | ---- |
| 965  | 884  | 860  | 804  | 785  | 756  | 760  | 769  | 756  |

| 1901 | 1906 | 1911 | 1921 | 1926 | 1931 | 1936 | 1946 | 1954  |
| ---- | ---- | ---- | ---- | ---- | ---- | ---- | ---- | ----- |
| 783  | 777  | 832  | 822  | 789  | 783  | 766  | 745  | 1 817 |

| 1962                                         | 1968  | 1975  | 1982  | 1990  | 1999  | - | - | - |
| -------------------------------------------- | ----- | ----- | ----- | ----- | ----- | - | - | - |
| 1 372                                        | 1 571 | 5 501 | 7 593 | 7 445 | 7 200 | - | - | - |
| Số liệu kể từ 1962 : dân số không tính trùng |       |       |       |       |       |   |   |   |

## Hành chính
| Danh sách các thị trưởng               |           |                |      |         |
| Giai đoạn                              | Giai đoạn | Tên            | Đảng | Tư cách |
| 2001                                   | 2008      | Alain Bricault |      |         |
| 2008                                   | 2014      | Alain Bricault |      |         |
| Tất cả các dữ liệu trước đây không rõ. |           |                |      |         |